# Poolse minderheid in Wit-Rusland
De Poolse minderheid in Wit-Rusland  (Pools: Polacy na Białorusi) is een etnische groep van Polen in Wit-Rusland. Volgens de census van 2019 waren er 288.000, echter beweert het Pools ministerie van Buitenlandse Zaken dat het om 1.100.000 zou gaan.  Na de Russen is het de grootste etnische minderheid in het land. 

## Geschiedenis

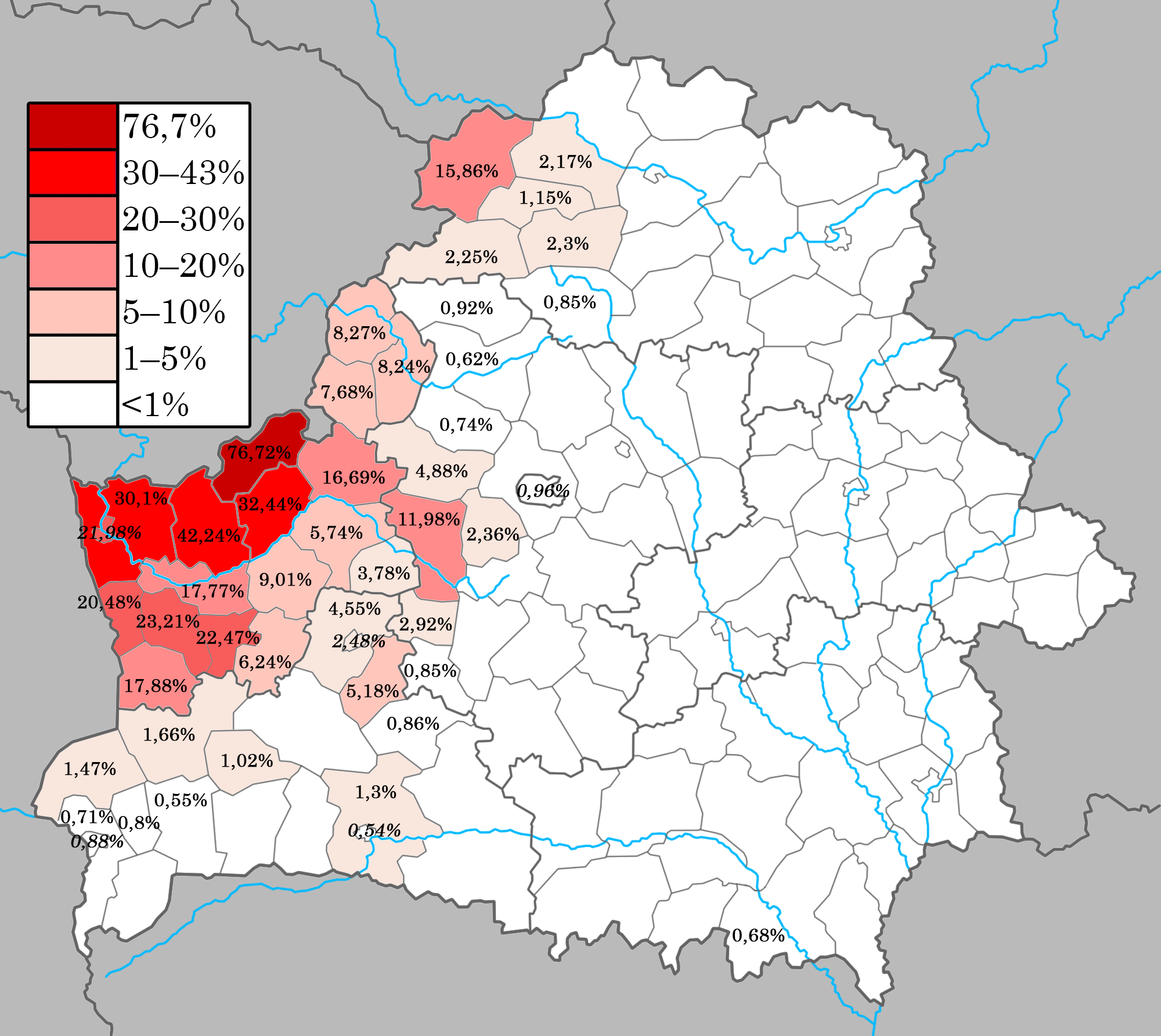
Etnische Polen in Wit-Rusland.

Wit-Rusland behoorde lange tijd tot het Grootvorstendom Litouwen en later tot het Pools-Litouws Gemenebest. Het Pools was een belangrijke taal en vooral de betere klasse was de taal machtig. Na de Poolse Delingen hoorde het gebied toe aan het Russische Keizerrijk, dat een russificatie doorvoerde. 
Na de Eerste Wereldoorlog werd Polen terug onafhankelijk en na de Pools-Russische oorlog werd het huidige Wit-Rusland in twee verdeeld en kwam het westen toen aan de Poolse Republiek. Duizenden Polen vestigden zich hierna in de verkregen gebieden. 
In het Wit-Russische gedeelte dat tot de Sovjet-Unie behoorde vond in 1937-1938 de Grote Zuivering plaats. Meer dan 110.000 etnische Polen werden vermoord en nog zo'n 29.000 werden naar werkkampen gestuurd waar ze vaak ook de dood vonden.  
In 1939 werd Polen verdeeld tussen Duitsland en de Sovjet-Unie door het Molotov-Ribbentroppact. Het oosten van Polen werd bij Wit-Rusland gevoegd. Ongeveer 1,5 miljoen etnische Polen werden gedeporteerd naar Siberië. Na de Tweede Wereldoorlog werden de Poolse grenzen hertekend. Vele inwoners van Wit-Rusland die zich als Pool identificeerden mochten naar hun land terugkeren. In de Poolse regio rond de stad  Białystok woonden dan weer veel Wit-Russen, waarvan ook een deel naar Wit-Rusland verhuisde. 
De etnische Polen die toch in Wit-Rusland bleven werden gediscrimineerd ten tijde van de Sovjet-Unie. Alle Poolse scholen werden tegen 1949 gesloten. 
De grootste groep Polen woont in de Oblast Grodno. In het dorpje Sapotskin is zelfs de meerderheid Pools. De Polen spreken naast Pools voornamelijk Wit-Russisch, in tegenstelling tot de Wit-Russen zelf die vaker Russisch dan Wit-Russisch spreken. 

## Bekende Polen uit Wit-Rusland
- Adam Mickiewicz (1798-1855), dichter
- Ignacy Domejko (1802-1889), geoloog